# Дамастаун
Дамастаун (англ. Damastown; ирл. Baile Dama / Baile Damail) — пригород в Ирландии, находится в графстве Фингал (провинция Ленстер).

## Местоположение и транспорт
Дамастаун расположен к западу от другого пригорода Дублина Малуддарт и к северу от национальной автомагистрали N3. В настоящее время завершается строительство автодорожной ветки длиной в 1,8 километра, которая соединит Дамастаун с автомагистралью между пригородами Дублина Малуддарт и Террелстаун.
В Дамастауне планируется построить временный центр по переработке отходов производства, который будет действовать, как филиал крупного перерабатывающего центра в пригороде Кулмайн.

## Промышленность
На территории пригорода Дамастауна работают филиалы корпораций IBM и Gem Pack Foods.